# 馬爾科·迪瓦約
馬爾科·迪瓦約（ Marco Di Vaio ，1976年—）是一位意大利足球運動員。在場上司職前鋒。2007年1月21日，迪瓦約轉會至熱那亞。2008年8月22日，迪瓦約被熱那亞外借到博洛尼亞，在博洛尼亞的一個賽季內，他攻入了高達24個進球，協助球隊成功保級。此外，他也是2004年歐洲杯意大利隊的隊員之一。
2014年10月26日，马尔科·迪瓦约宣布退役。 
2015年1月23日，博洛尼亚足球俱乐部宣布马尔科·迪瓦约出任球队的团队协调经理。
1. ↑  . Montreal Impact.   [4 October 2012]. （原始内容存档于2020-11-26）. （页面存档备份，存于）